# Sân bay quốc tế Joshua Mqabuko Nkomo
Sân bay quốc tế Joshua Mqabuko Nkomo là một sân bay tại Bulawayo, Zimbabwe (IATA: BUQ, ICAO: FVBU). Sân bay này thuộc quản lý của Cục hàng không dân dụng Zimbabwe. Sân bay này có 2 đường cất cánh dài 2548 và 1326 có mặt đường asphalt.

## Các chuyến bay theo lịch trình
Hiện có các hãng hàng không sau hoạt động tại sân bay này với các tuyến điểm:
- Air Zimbabwe (Harare, Johannesburg, Victoria Falls)
- South African Airways (operated by South African Airlink) (Johannesburg)